# A Deusa Vencida (1980)
A Deusa Vencida é uma telenovela brasileira produzida e exibida pela Band, de 2 de junho a 27 de setembro de 1980, em 102 capítulos, inaugurando o horário das 18h30, sendo substituída por O Meu Pé de Laranja Lima. É um remake da telenovela de mesmo nome escrita por Ivani Ribeiro, em 1965, para a TV Excelsior, sendo adaptada pela própria Ivani, sob direção de Sérgio Mattar e Edson Braga, direção geral de Antonino Seabra e supervisão de teledramaturgia de Walter Avancini.
Conta com Elaine Cristina, Roberto Pirillo, Agnaldo Rayol, Márcia Maria, Neuci Lima, Altair Lima, Luís Carlos Arutin e Zélia Toledo nos papéis principais.

## Enredo
Em 1880, após perder toda sua fortuna, o coronel Lineu Maciel tenta casar sua filha Cecília com Edmundo, o grande amor da vida dela, porém o pai do rapaz, Amarante, não permite e o envia para estudar na Europa. Cecilia então é dada em casamento ao rico Fernando, filho da viúva Vina, que aceita viver um casamento apenas de aparências mesmo sabendo que não é amado. A intenção de Fernando, na verdade, é destruir Lineu, que anos antes estuprou Hortência, seu primeiro amor, fazendo ela se tornar louca.
Após 4 anos, Edmundo volta da Europa formado e noivo de sua prima Malu, a quem não ama, mas aceitou se casar por ela ter pouco tempo de vida. Neste ponto, porém, Cecília fica dividida entre o amor dos dois rapazes, sendo infernizada de um lado por Malu, que realmente ama de Edmundo, e do outro por Sofia, a diabólica prima de Fernando que chega na fazenda.

## Elenco
| Ator               | Personagem           |
| ------------------ | -------------------- |
| Elaine Cristina    | Cecília Maciel       |
| Roberto Pirillo    | Fernando Albuquerque |
| Agnaldo Rayol      | Edmundo Amarante     |
| Márcia Maria       | Sofia Albuquerque    |
| Neuci Lima         | Malú Amarante        |
| Altair Lima        | Coronel Lineu Maciel |
| Luís Carlos Arutin | Jorge Amarante       |
| Zélia Toledo       | Hortência            |
| Neusa Borges       | Narcisa              |
| Leonor Lambertini  | Vina Albuquerque     |
| Ivana Bonifácio    | Candinha Albuquerque |
| Oscar Felipe       | Dr. Barreto          |
| Felipe Levy        | Dr. Barreto          |
| Ademilton José     | Jacinto              |
| Paulo Ildefonso    | Laércio              |
| Osvaldo D'Ávilla   | Barbosa              |
| Afonso Nigro       | Tico                 |
| Luiz Henrique      | Zuza                 |

## Reprises
Foi reprisada de 17 de agosto a 25 de setembro de 1981, às 20h, e de 28 de agosto de 1989 a 19 de janeiro de 1990, às 10h15.